# Wedelia
Wedelia es un género de plantas fanerógamas perteneciente a la familia de las asteráceas.   Comprende 349 especies descritas y de estas, solo 84 aceptadas.

## Taxonomía
El género fue descrito por Nikolaus Joseph von Jacquin y publicado en Enumeratio Systematica Plantarum, quas in insulis Caribaeis 8, 28. 1760. La especie tipo es Wedelia fructicosa Jacq. 

## Especies
- Wedelia abyssinica Vatke
- Wedelia biflora (L.) DC.
- Wedelia acapulcensis Kunth
- Wedelia annua Gilli
- Wedelia asperrima Benth.
- Wedelia bonplandiana (Gardner) B.L.Turner
- Wedelia buththalmiflora Lorentz
- Wedelia calendulacea Less.
- Wedelia calycina Rich.
- Wedelia chinensis Merr.
- Wedelia fructicosa Jacq. - mirasol[4]
- Wedelia glauca (Ortega) Hoffm., sunchillo, extremadamente mortal para ganado
- Wedelia oxylepsis S.F.Blake, peligro de extinción

Wedelia en Brasil, muy común en la costa.

- Wedelia paludosa DC.
- Wedelia paniculata Turcz.
- Wedelia spilanthoides F.Muell.
- Wedelia trilobata (L.) Hitchc.
- Wedelia triternata Klatt[5]